# Pershore (ciruela)
Pershore es una variedad cultivar de ciruelo (Prunus domestica), de las denominadas ciruelas europeas.
Una variedad de ciruela del grupo de las ciruelas de huevo (Prunus domestica ssp. intermedia). Plántula encontrada originalmente por George Crooke en "Tiddesley Woods", Gigbridge Pershore, Worcestershire en 1827.
Las frutas de un tamaño mediano a grande, su piel de color amarillo canario a amarillo ocre, punteado abundantes, pequeños, verdes, con pruina azul verdoso, y su pulpa de color ámbar amarillento, transparente, textura firme, algo seca, y de un sabor a menudo ligeramente dulce.

## Sinonimia
- "Yellow Egg".

## Historia
'Pershore' variedad de ciruela cuyos orígenes es una plántula encontrada originalmente por George Crooke en "Tiddesley Woods", Gigbridge Pershore, Worcestershire en 1827. Se encuadra dentro del grupo de Yellow Egg.
'Pershore' está cultivada en diversos bancos de germoplasma de cultivos vivos, tales como en el National Fruit Collection (Colección Nacional de Fruta) de Reino Unido con el número de accesión: 1977-096 y Nombre Accesión : Pershore (EMLA).

## Características
'Pershore' árbol de buen crecimiento, de tamaño mediano, ancho y saludable con una copa densa que produce abundantemente, las ramas se rompen fácilmente, pero el árbol se recupera bien. Resistente al deslumbramiento por plomo. No sufre heladas nocturnas. Sensible a la monilia. Autopolinizador. Por lo general, se cultiva a partir del almacenamiento de raíces. Tiene un tiempo de floración que comienza a partir del 17 de abril con el 10% de floración, para el 21 de abril tiene una floración completa (80%), y para el 3 de mayo tiene un 90% de caída de pétalos.
'Pershore' tiene una talla de tamaño de mediano a grande, de forma ovalado largo, algo en forma de pera, sutura poco perceptible, línea ancha y zigzagueante de color amarillo destacando netamente sobre la coloración más oscura del fruto, con peso promedio de 34.20 g;epidermis tiene una piel fuerte, gruesa, lisa, color amarillo canario a amarillo ocre, punteado abundantes, pequeños, verdes y pruina azul verdoso, con la cavidad peduncular muy estrecha y poco profunda, pedúnculo de longitud corto o mediano, grueso; pulpa de color ámbar amarillento, transparente, textura firme, algo seca, y de un sabor a menudo ligeramente dulce.
Hueso fijo, adherente en zona ventral, tamaño medio, alargado con cuello muy pronunciado, surco dorsal con bordes muy dentados, los laterales bastante marcados, superficie arenosa, con una o más crestas en la zona pistilar naciendo del surco lateral.
Su tiempo de recogida de cosecha se inicia en su maduración en la segunda quincena de agosto. Selección cuando empiezan a amarillear, porque los frutos amarillos demasiado maduros son secos, insípidos y harinosos. Se puede almacenar verde durante algunas semanas. Especialmente la ciruela de cocina, que da una maravillosa mermelada amarilla.

## Progenie
'Pershore' ha dado lugar a una nueva variedad de ciruela, Desporte de piel roja denominado Evesham Wonder.

## Uso
Especialmente como ciruela de cocina, que da una maravillosa mermelada amarilla.